# 平水镇 (茶陵县)
平水镇，是中华人民共和国湖南省株洲市茶陵县下辖的一个乡镇级行政单位。

## 行政区划
平水镇下辖以下地区：
平水社区、黄石村、龙新洲村、把集村、水源村、峰仙村、狮江村、三门村、河东村、毛坪村、金山村、裘家村、石朱村、龙新村、石宝头村、二仙村、五峰村、西屏村、黄泥塘村和小水村。